# Listrognathus laevifrons
Listrognathus laevifrons är en stekelart som först beskrevs av Cameron 1903.  Listrognathus laevifrons ingår i släktet Listrognathus och familjen brokparasitsteklar. Inga underarter finns listade i Catalogue of Life.